# Addison Road (álbum)
Addison Road é o álbum auto-intitulado da banda de rock cristão Addison Road, lançado no dia 18 de março de 2008 pela INO Records, e estreou em #182 no Billboard 200. Dois singles foram lançados para divilgação do álbum, "All That Matters", "Sticking With You" e "Hope Now".
O estilo musical em Addison Road foi classificado por muitos críticos como um vocal de frente feminino e com misturas de pop e rock alternativo. A música carro-chefe "All That Matters" tem uma combinação de batidas pop, apoiando um fundo musical de rock harmonioso, tirando comparações com Maroon 5. "Sticking With You" tem sido descrito como um pop rock dançante. A primeira faixa do álbum "This Could Be Our Day" esta sendo comparado ao estilo musical da banda Leeland por ser uma musical de fundo melódico lenta. A faixa "What Do I Know of Holy" tem sido considerada como a faixa mais lírica do álbum, diz a revista Jesus Freak Hideout, "Mostrando um lado inédito da banda nunca visto".[carece de fontes?]

## Faixas
1. "This Could Be Our Day"
2. "All That Matters"
3. "Sticking With You"
4. "Hope Now"
5. "Star Over Again"
6. "It Just Takes One"
7. "Always Love"
8. "Casualties"
9. "Run"
10. "What Do I Know of Holy"

| Críticas profissionais                                                      | Críticas profissionais |
| Avaliações da crítica                                                       | Avaliações da crítica  |
| Fonte                                                                       | Avaliação              |
| --------------------------------------------------------------------------- | ---------------------- |
| allmusic                                                                    | [ 3 ]                  |
| Jesus Freak Hideout                                                         | [ 4 ]                  |
| Esta tabela precisa de ser acompanhada por texto em prosa. Consulte o guia. |                        |

## Paradas
| Ano  | Parada               | Posição |
| ---- | -------------------- | ------- |
| 2008 | Billboard 200        | 182     |
| 2008 | Top Christian Albums | 11      |
| 2008 | Top Heatseekers      | 8       |